# Солер, Педро
Педро Фонтанет Солер (исп. Pedro Soler; род. 22 марта 1953, Сабадель, Каталония) — испанский самбист и дзюдоист, 8-кратный чемпион Испании по дзюдо (1978, 1980-1984), бронзовый призёр чемпионата Европы по самбо 1984 года (Бильбао), серебряный призёр чемпионата мира по самбо 1982 года (Париж), серебряный призёр Кубка мира по самбо 1983 года. По дзюдо выступал в полутяжёлой (до 95 кг), тяжёлой (свыше 95 кг) и абсолютной весовых категориях. Первоначально занимался плаванием. В 18 лет увлёкся дзюдо.

## Чемпионаты Испании
- Чемпионат Испании по дзюдо 1978 (свыше 95 кг) — ;
- Чемпионат Испании по дзюдо 1980 (свыше 95 кг) — ;
- Чемпионат Испании по дзюдо 1981 (свыше 95 кг) — ;
- Чемпионат Испании по дзюдо 1981 (абсолютная) — ;
- Чемпионат Испании по дзюдо 1982 (свыше 95 кг) — ;
- Чемпионат Испании по дзюдо 1982 (абсолютная) — ;
- Чемпионат Испании по дзюдо 1983 (свыше 95 кг) — ;
- Чемпионат Испании по дзюдо 1984 (до 95 кг) — ;